# Elana Dykewomon
Elana Dykewomon (geboren am 11. Oktober 1949 in New York City, New York als Elana Nachman; gestorben am 7. August 2022 in Oakland, Kalifornien) war eine US-amerikanische, lesbische Schriftstellerin jüdischer Herkunft. Bekannt wurde sie durch ihren Roman Beyond the Pale (deutsch Sarahs Töchter).

## Leben
Dykewomon wurde 1949 in als Tochter eines Anwalts und einer Bibliothekarin in New York City geboren.
Dykewomon wuchs in New York City und Puerto Rico auf und studierte Kunst am Reed College in Portland (Oregon). Im Alter von 21 Jahren schrieb sie ihren ersten Roman, Riverfinger Women, der 1974 noch unter ihrem Geburtsnamen Nachman veröffentlicht wurde. Zur Veröffentlichung ihres zweiten Buches 1976 änderte sie ihren Namen zu Dykewoman, schließlich mit dem dritten Buch 1981 zu Dykewomon. Von 1987 bis 1994 war sie als Herausgeberin der Zeitschrift Sinister Wisdom tätig. Dykewomon lebte in Oakland (Kalifornien) und unterrichtete am English Department der San Francisco State University.

## Werke
- Riverfinger Women, Daughters, Inc.,1974
- They Will Know Me By My Teeth, short stories and poetry, Megaera, 1976
- Fragments From Lesbos, Diaspora Distribution, 1981
- Nothing Will Be As Sweet As the Taste, selected poems, Onlywomen Press, London, 1995.
- Beyond the Pale, Press Gang, Vancouver, B.C.,1998 (dt. Sarahs Töchter, Krug & Schadenberg, Berlin, 1999)
- Moon Creek Road, Spinsters Ink Books, 2003
- Risk, Bywater Books, 2009

## Ehrungen und Preise
Der historische Roman Beyond the Pale wurde 1998 mit dem Lambda Literary Award
und mit dem Publishing Triangle Ferro-Grumley Literary Award ausgezeichnet.